# Kazachs
Kazachs (Қазақ тілі, Qazaq tili) is een Turkse taal.
Het is de officiële taal van Kazachstan en wordt ook gesproken in Afghanistan, China, Iran, Kirgizië, Mongolië, Rusland, Tadzjikistan, Turkije, Turkmenistan en Oezbekistan.
Er zijn ongeveer 6,5 miljoen mensen die Kazachs als moedertaal spreken. Kazachs wordt geschreven met het Cyrillisch alfabet (Kazachstan), Latijns alfabet (Turkije), en met een aangepast Arabisch alfabet (China). In oktober 2017 vaardigde Kazachs president Noersoeltan Nazarbajev een decreet uit, dat er in zijn land tegen 2025 een overstap gemaakt dient te worden van het Cyrillisch naar het Latijns alfabet.

## Geschiedenis

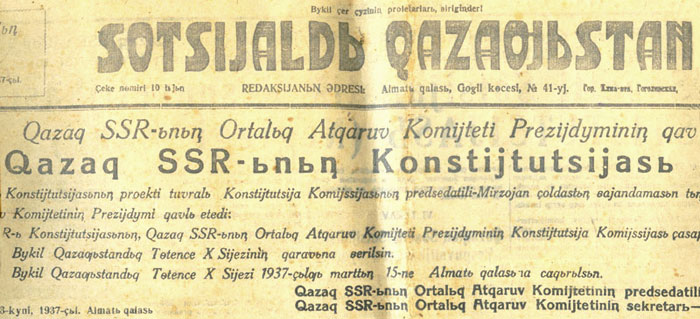
Een Kazachse Sovjetkrant in Latijns schrift uit 1937.

De oudst bekende geschreven teksten van talen die nauw verwant zijn aan het Kazachs zijn geschreven in het Oud-Turkische schrift of Orchonschrift, hoewel men denkt dat geen van deze variëteiten een rechtstreekse voorouder van de Kazachse taal was. Modern Kazachs is ongeveer duizend jaar oud en werd vanaf de 10e eeuw tot 1929 (ongeveer 900 jaar lang) in het Arabisch schrift opgetekend, nadat Arabische moslims delen van het zuiden van hedendaags Kazachstan veroverden en er de islam introduceerden. In 1929 voerden de Sovjet-autoriteiten een Latijns alfabet in, maar in 1940 werd dit weer vervangen door een Cyrillisch schrift.
Sinds 2006 heeft president Nazarbajev enkele malen aangegeven het Latijnse schrift opnieuw te willen invoeren en kwam ten slotte in 2017 met een concreet plan waarmee deze overgang tegen 2025 voltooid moet zijn. Maar het oorspronkelijke besluit om in de nieuwe orthografie gebruik te maken van apostrofs, hetgeen het hanteren van veel populaire tools om teksten te zoeken en schrijven moeilijk maakte, ontmoette veel weerstand. Het alfabet werd daarom enkele maanden later herzien door het Presidentieel Decreet 637 van 19 februari 2018, waarmee het gebruik van de apostrof werd gestopt en vervangen door het accent aigu en de digraaf.